# Thủy điện Đồng Sung
Thủy điện Đồng Sung là thủy điện xây dựng trên dòng Ngòi Thia ở vùng đất xã Yên Phú và Đại Phác huyện Văn Yên tỉnh Yên Bái, Việt Nam..
Thủy điện Đồng Sung có công suất lắp máy 20 MW, sản lượng điện hàng năm 68 triệu KWh, khởi công tháng 1/2018, hoàn thành năm 2019.

## Ngòi Thia
Ngòi Thia là một phụ lưu cấp 1 của sông Hồng, chảy ở các huyện phía tây tỉnh Yên Bái. Ngòi Thia dài 165 km, diện tích lưu vực 1563 km².
Ngòi Thia bắt nguồn từ hợp lưu nhiều suối ở vùng núi huyện Trạm Tấu, trong đó dòng lớn nhất là "Nậm Tia", từ phía tây xã Xả Hồ và Hát Lìu. 21°29′50″B 104°17′40″Đ / 21,49736°B 104,294572°Đ
Ngòi Thia chảy về thung lũng Nghĩa Lộ, và tại Nông trường Liên Sơn thì tiếp nhận dòng Nậm Min từ hướng tây bắc đổ vào 21°39′52″B 104°30′30″Đ / 21,66444°B 104,50833°Đ.
Từ đó sông chảy hướng gần đông, rồi gần bắc, và đổ vào sông Hồng ở xã Yên Hợp, Văn Yên tỉnh Yên Bái 21°51′37″B 104°42′36″Đ / 21,86028°B 104,71°Đ.